# Fuente L

La hipótesis de los cuatro documentos de Streeter.

En el análisis histórico-crítico, la fuente L es una tradición oral deducida que Lucas utiliza la hora de componer su evangelio. Incluye el nacimiento virginal de Cristo y muchas de las parábolas más apreciadas de Jesús.
Al igual que la única fuente de Mateo, conocida como fuente M, la fuente L contiene parábolas importantes. Entre ellas se encuentran la parábola del buen samaritano, la parábola de la moneda perdida y la del Hijo Pródigo, la parábola del juez inicuo y la viuda importuna, y la parábola del fariseo y el publicano. I. Howard Marshall afirma que «Lucas califica acertadamente estas fuentes como fiables». De acuerdo con la hipótesis de los cuatro documentos, Lucas combinó Marcos, la fuente Q y L para producir su evangelio. El material contenido en L, al igual que en M, probablemente proviene de la tradición oral. El material especial de Lucas compone casi la mitad de su evangelio.
La cuestión de cómo explicar las similitudes entre los evangelios de Mateo, Marcos y Lucas se conoce como el problema sinóptico. La hipotética fuente L se ajusta una solución contemporánea en la que Marcos fue el primer evangelio y Q fue una fuente escrita de Mateo y Lucas.